# Roermond

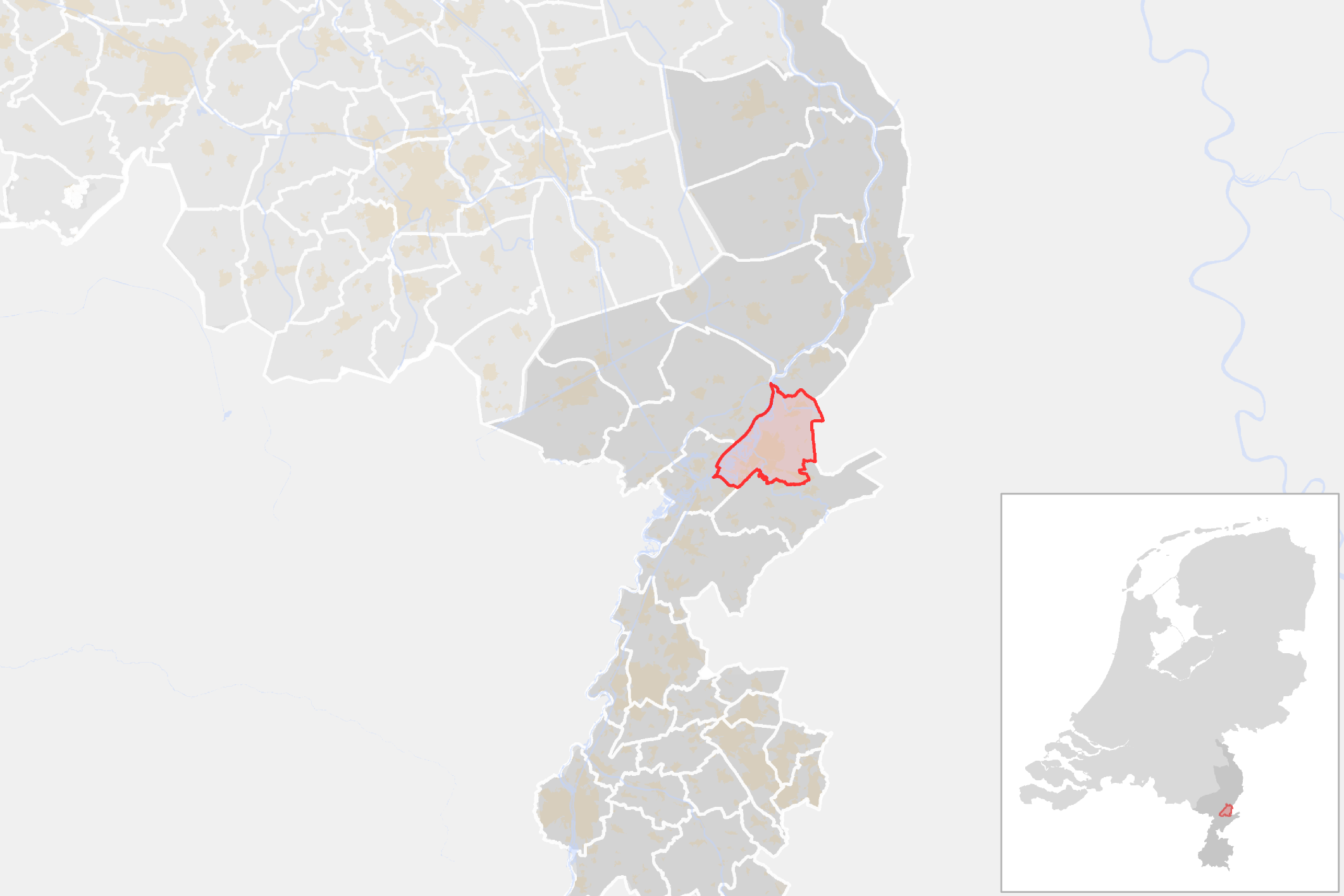
Município de Roermond

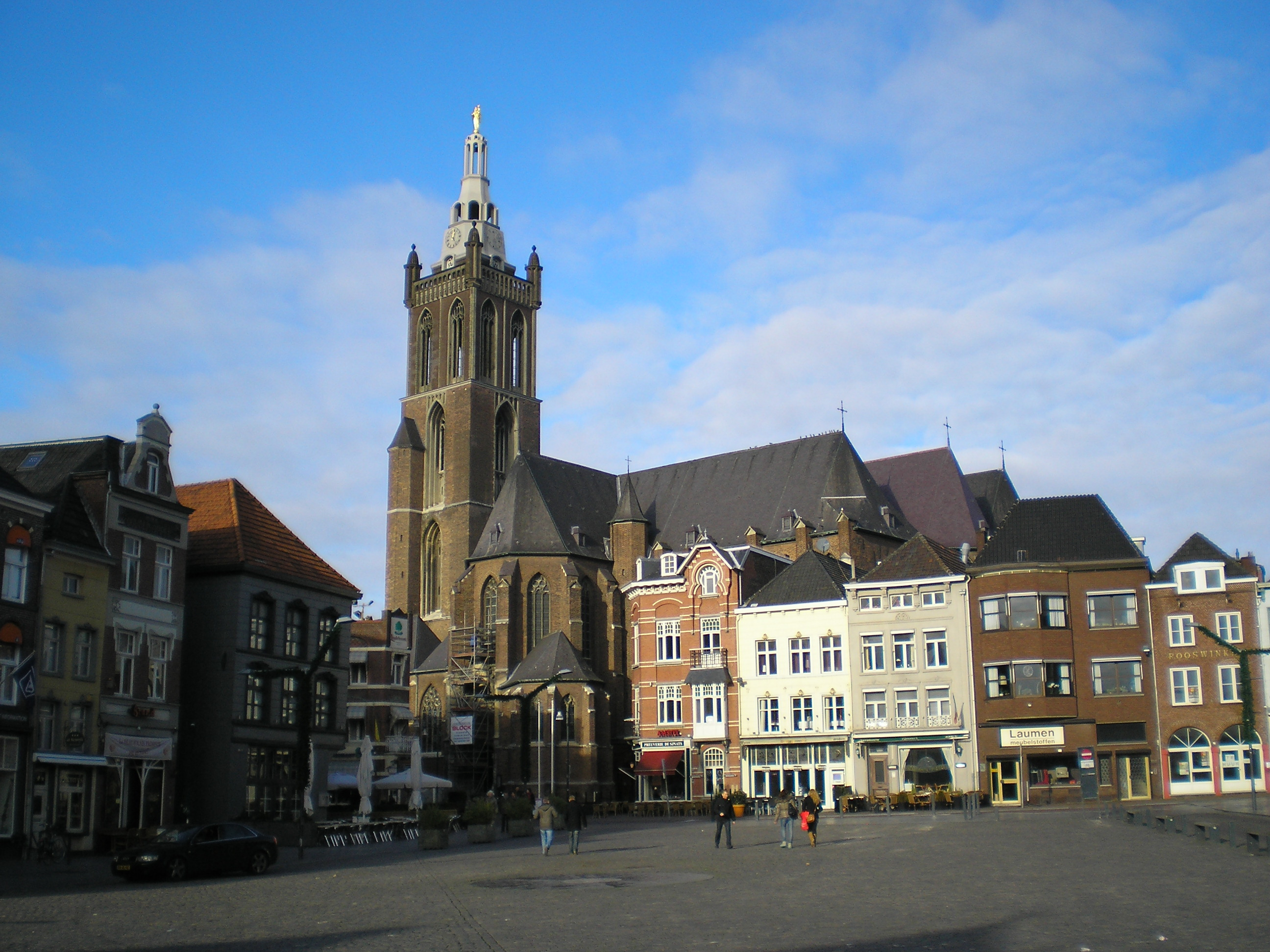
Catedral de São Cristóvão

Roermond é um município e uma cidade da província de Limburgo, nos Países Baixos. O município tem 57 520 habitantes (30 de abril de 2017, fonte: CBS) e abrange uma área de 71,10 km² (dos quais 10,26 km² de água).